# 比沙亚人
比沙亚人或譯為比沙亚族，為馬來西亞婆罗洲西北部的原住民，人口約86,000人。比沙亚族的村莊是沿著河岸來組成。他們的聚落分佈在沙巴帕達斯河（Padas）上游、砂拉越北部、沙巴保佛县南部。所以比沙亚人都能熟練地從河流或海上捕魚，他們可以在水下保持呼吸，而不會溺水。

## 人口
比沙亚人大部份分佈在整個婆羅洲：汶萊、馬來西亞的沙巴和砂拉越 、加里曼丹。
- 马来西亚 砂拉越：7,000（1984）沙巴：22,000 （2015）
- ：43,000（2015）
- 美国：14,000（2015）

## 文化語言
比沙亚人使用标准馬來語及沙巴比沙亚語（Bisaya）。比沙亚族可能與菲律賓的比萨亚人是近親。有人認為比沙亚族應該被稱為比沙亚-杜顺（Bisaya-Dusun），因為比沙亚族的文化和語言又和沙巴杜順族（Dusun）相似。比沙亚語屬印尼北部南島族語系的分支，也和汶萊方言有相似的地方。沙巴比沙亚語與杜顺語 Tatana方言有 90％ 互通度，與砂拉越及汶萊的比沙亚語也分別有58％及57-59％的詞彙相似度。

## 歷史沿革
大約6000到3萬年前遷徙到維沙亞斯地區島嶼定居的南島人和內格里西亞人，在十二世紀由Datu Putih領導的印度教佛教帝國的定居者和追隨者定居在班乃島和附近的島嶼上。到十四世紀阿拉伯貿易商冒險進入東南亞海洋，將其中一些部族群體轉變為實行印度教，佛教，伊斯蘭教和動畫主義信仰的混合體。 此時的維薩揚人與馬來西亞和印度尼西亞王國有密切的外交關係，並且與其他亞洲人進行貿易。因為當葡萄牙探險家斐迪南·麥哲倫在1521年到達時，宿霧的部落群體能夠使用马来语與馬六甲的恩里克進行對話。然而在麥哲倫考察之後，西班牙的菲利普二世國王妄想控制這些島嶼，於是在1543年和1565年 維薩亞斯地區和許多部落轉變為中国基督教和採用西方文化。 直到十八世紀，殖民化對不同民族的影響很快就導致革命。例如1621年Tamblot 起義，1622年弗蘭西斯科•達哥霍，保羅叛亂等各種人士都是來自這些島嶼，一直持續到1744年至1829年。這其中有簡短的時間以西班牙內格羅斯共和國的形式出現在維沙亞斯的國家，直到美国国旗入侵菲律賓才被解散。

## 社會、家庭與婚姻
比沙亚的土著人民數千年前就在婆羅洲沿河岸聚居，族人興建距離地面十五至二十英尺的「長屋」，每間大概能容納四戶以上的家庭居住。每戶家庭會共同分擔屋內的責任，亦共同分享屋資源。而比沙亚人的婚俗多種多樣化，主要的方式有父母主婚或自由試婚兩種。一般來說，男方須通過媒人向女方家庭提出求婚，並交付聘金，並舉行盛大宴會款待客人。

## 產業與生活
比沙亚族主要從事農業，農業技術非常的熟練，特別是在水稻種植、薑、西米、地方薑、木薯、香蕉、山藥、胡椒、椰子等領域。他們不僅捕魚，還狩獵動物養殖動物，如酉、鴨、鵝、山羊、水牛、牛部等。而婦女就從事收集植物和叢林產品用於食品、醫藥、樹脂和其他日常用品。

## 信仰與節日
大多數比沙亚族堅守伊斯蘭教禮儀，每天祈禱五次及守齋戒等。少部份族人信奉萬物有靈，包括動物、河流、天空、樹木等精靈。他們認為疾病是靈魂迷失的關係，依賴巫醫治病。比沙亚族善於製造樂器，每年都喜歡使用傳統樂器及舞蹈舉行各式各樣的慶祝活動及儀式，而且主要都是與農業收穫有關的慶祝，比如在文萊的水牛賽車傳統。

## 藝術與文學
傳統的樂器包括Kulintangan，鑼和許多小鑼。 這些樂器都用於婚禮或慶祝非常重要的人、事、物 。只要有人打鑼，不論男女老少就會開始跳舞。除了音樂作品，還有為各種目的製作的武器，例如安東尼、沙巴、帕蘭、keris和刀部。
民間舞
- 烏岡竹
- 阿萊安寧
- Liliput舞蹈
- Jipin（Zapin）舞蹈
- Mencayau舞蹈（打敗海盜後慶祝勝利時表演）
- 蒙加拉瓦舞（踩在西米片上製作西米果汁時表演）
- Sayau Bagarus舞蹈（研磨一些西米樹幹以生產西米片時表演）

## 現況
比沙亚人現在經營的主要農作物有水稻、玉米、椰子、菸草等。竹編、草編是他們的傳統手工業。還有各種規格的蓆子馳名世界。比沙亚人信仰天主教，但仍保留萬物有靈信仰的殘餘影響，也設家庭祭壇供奉祖先。砂拉越的比沙亚人多信奉基督宗教和泛灵论，沙巴和汶莱则多为穆斯林。

## 另見
- 比薩亞人